# Toni Nieminen
Toni Nieminen (n. 31 mai 1975, Lahti, Finlanda) este un săritor cu schiurile ce a reprezentat Finlanda, medaliat olimpic. A participat la 2 ediții ale Jocurilor Olimpice (1992, 2002) în care a câștigat două medalii de aur și o medalie de bronz.